# Haute Sargovie
La Haute Sargovie (Owersaragow en francique rhénan ; Obersaargau en allemand ; Pagus Saroensis en latin) est une région naturelle et culturelle de l'Est de la France entre le Rhin et la Moselle. Centrée sur le cours de la Sarre de ses sources au pied du Donon à sa confluence avec l'Eichel, elle comprend le pays de Sarrebourg et l'Alsace bossue, avec comme principales agglomérations Sarrebourg, Phalsbourg et Sarre-Union.
Son territoire baigné par la Sarre forme une interface, parfois appelée « plateau pré-vosgien », entre les Vosges gréseuses et le plateau lorrain. Il s'agit d'un espace rural, moyennement peuplé et riche en biodiversité qui se partage entre la réserve de biosphère de Moselle-Sud, le parc naturel régional des Vosges du Nord et le parc naturel régional de Lorraine.
Sur le plan culturel, la Haute Sargovie est le cœur de la Lorraine francique. Historiquement ses habitants avaient pour langue maternelle le francique rhénan, à l'exception de la zone alémanique entre Phalsbourg et Dabo ainsi que quelques communes welsches au sud-ouest de Sarrebourg, jusqu'à la perte de cette langue à la fin du XXe siècle.

## Géographie
La Sarre constitue la colonne vertébrale de la Haute Sargovie. Elle unie deux entités paysagères très distinctes à savoir, les Vosges moyennes avec leurs profondes vallées dont celles des deux Sarres et le plateau pré-vosgien où s'étendent le pays de Sarrebourg et l'Alsace bossue.

### Le plateau pré-vosgien
C'est un plateau ouvert, extrémité orientale du bassin parisien, plus vallonnés que le plateau lorrain où alternent prairies et cultures. Il est délimité à l'Ouest par un relief de côtes le séparant du pays des Étangs (Gondrexange, Stock, Lindre, Mittersheim) et à l'Est par les Vosges gréseuses.
D'abord très serré et boisé à la sortie des vallées vosgiennes aux environs de Lorquin, le paysage s'ouvre de plus en plus en descendant le cours de la Sarre et offre de vastes espaces ouverts, bosselés d'amples collines après Sarrebourg et sa confluence avec la Bièvre.
Tout au long de son parcours la Sarre est rejointe par ses affluents prenant source dans les Vosges dont les principaux sont la Bièvre, l'Isch et l'Eichel. Seule l'Albe vient du pays des Étangs à l'Ouest se jetant dans le Sarre à Sarralbe.

### Les Vosges gréseuses

#### Le massif du Donon au Schneeberg
La Haute Sargovie culmine à près de 1 000 mètres d'altitude aux abords du Donon (1 008 m) et du rocher de Mutzig (1 008 m). Admnisitrativement, le Donon et le cirque du Hengst, fermé par le Grossmann (986 m) et l'Urstein (946 m), en sont les points les plus hauts. Cependant à cet endroit du massif la ligne de crête est unique, en forme de C, reliant du Nord au Sud, le Schneeberg (960 m), l'Umwurf (930 m), le Bærenberg (967 m), l'Urstein (946 m), le Grossmann (986 m), le Noll (991 m), le Narion (998 m), le rocher de Mutzig (1 008 m) et le Katzenberg (903 m). Les deux Donon – Petit (960 m) et Grand (1 008 m) – se détache un peu plus au sud avec le Kohlberg (907 m).

## Culture

### Traditions
Le Schieweschlawe y était pratiqué jusqu'à la fin des années 1950 dans les villages du massif vosgien, notamment à Lutzelbourg, Walscheid et Grand-Soldat.